# Рыбацкая деревня

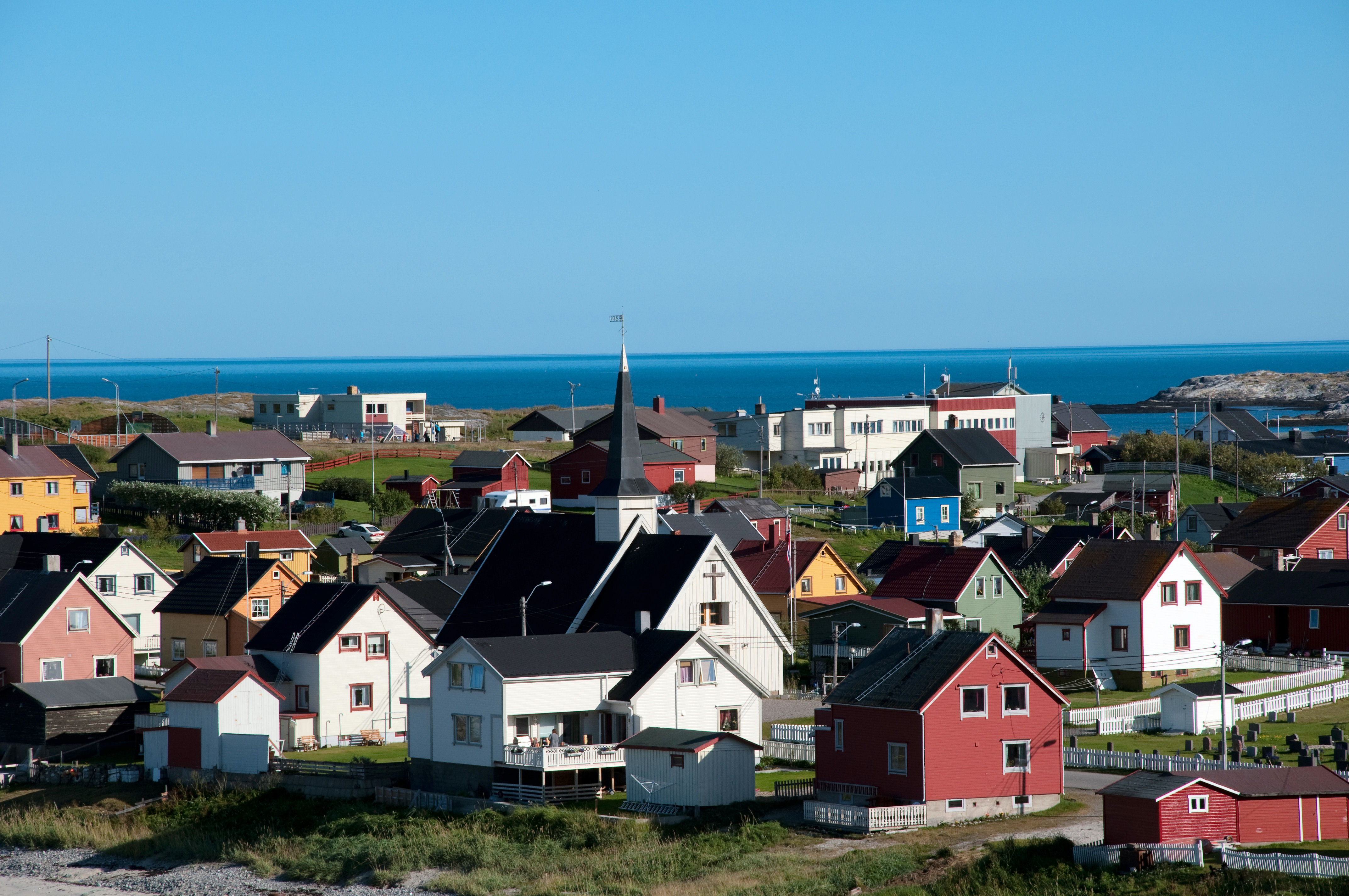
Рыбацкая деревня Бугёйнес в Норвегии

Рыбацкая деревня — небольшой населённый пункт, основой хозяйства которого является рыболовство. Его организационным центром как правило является побережье моря, реки или озера, на котором помимо жилых строений возводятся причалы с лодками и маяки. Особенности хозяйства определяют изолированное положение подобного типа поселения. Крупные деревни могут иметь статус посёлка, однако их все равно отличает традиционный быт. Первые подобные поселения появились в глубокой древности (неолит) и являются старейшим типом населенных пунктов. 
В дальнейшем рыбацкие деревни могут вырасти в курорты (Хеннингсвер) или города (Копенгаген, Нячанг).